# Over My Head (Cable Car)
Over My Head (Cable Car) is een single van The Fray. De single is afkomstig van het album How To Save A Life. De single is in de rest van de wereld al in 2005 uitgebracht als single, maar sinds begin 2007 is het nummer ook te horen in België en Nederland. Het liedje had "Cable Car" oorspronkelijk als naam, maar de band veranderde de naam zodat het makkelijker te onthouden was voor het publiek. Over My Head (Cable Car) zorgde voor de doorbraak van The Fray wereldwijd. In de Verenigde Staten kwam het tot de 8e plaats en mede hierdoor was het door Radio 538 als Alarmschijf en 3FM als Megahit gekozen.

## Hitnoteringen
| Over My head (Cable car) in de Mega top 50 Binnen: 21 januari 2007 | Over My head (Cable car) in de Mega top 50 Binnen: 21 januari 2007 | Over My head (Cable car) in de Mega top 50 Binnen: 21 januari 2007 | Over My head (Cable car) in de Mega top 50 Binnen: 21 januari 2007 | Over My head (Cable car) in de Mega top 50 Binnen: 21 januari 2007 | Over My head (Cable car) in de Mega top 50 Binnen: 21 januari 2007 | Over My head (Cable car) in de Mega top 50 Binnen: 21 januari 2007 | Over My head (Cable car) in de Mega top 50 Binnen: 21 januari 2007 | Over My head (Cable car) in de Mega top 50 Binnen: 21 januari 2007 | Over My head (Cable car) in de Mega top 50 Binnen: 21 januari 2007 | Over My head (Cable car) in de Mega top 50 Binnen: 21 januari 2007 | Over My head (Cable car) in de Mega top 50 Binnen: 21 januari 2007 | Over My head (Cable car) in de Mega top 50 Binnen: 21 januari 2007 |
| Week                                                               | 1                                                                  | 2                                                                  | 3                                                                  | 4                                                                  | 5                                                                  | 6                                                                  | 7                                                                  | 8                                                                  | 9                                                                  | 10                                                                 | 11                                                                 |                                                                    |
| ------------------------------------------------------------------ | ------------------------------------------------------------------ | ------------------------------------------------------------------ | ------------------------------------------------------------------ | ------------------------------------------------------------------ | ------------------------------------------------------------------ | ------------------------------------------------------------------ | ------------------------------------------------------------------ | ------------------------------------------------------------------ | ------------------------------------------------------------------ | ------------------------------------------------------------------ | ------------------------------------------------------------------ | ------------------------------------------------------------------ |
| Nummer                                                             | 26                                                                 | 15                                                                 | 14                                                                 | 19                                                                 | 18                                                                 | 15                                                                 | 17                                                                 | 12                                                                 | 20                                                                 | 22                                                                 | 38                                                                 | uit                                                                |

| Over My Head (Cable Car) in de Top 40 Binnen: 27 januari 2007 | Over My Head (Cable Car) in de Top 40 Binnen: 27 januari 2007 | Over My Head (Cable Car) in de Top 40 Binnen: 27 januari 2007 | Over My Head (Cable Car) in de Top 40 Binnen: 27 januari 2007 | Over My Head (Cable Car) in de Top 40 Binnen: 27 januari 2007 | Over My Head (Cable Car) in de Top 40 Binnen: 27 januari 2007 | Over My Head (Cable Car) in de Top 40 Binnen: 27 januari 2007 | Over My Head (Cable Car) in de Top 40 Binnen: 27 januari 2007 | Over My Head (Cable Car) in de Top 40 Binnen: 27 januari 2007 |
| Week                                                          | 1                                                             | 2                                                             | 3                                                             | 4                                                             | 5                                                             | 6                                                             | 7                                                             |                                                               |
| ------------------------------------------------------------- | ------------------------------------------------------------- | ------------------------------------------------------------- | ------------------------------------------------------------- | ------------------------------------------------------------- | ------------------------------------------------------------- | ------------------------------------------------------------- | ------------------------------------------------------------- | ------------------------------------------------------------- |
| Nummer                                                        | 28                                                            | 20                                                            | 20                                                            | 26                                                            | 28                                                            | 33                                                            | 40                                                            | Uit                                                           |